# Meyers Køkken
Meyers Køkken er den danske kok Claus Meyers cateringfirma, der leverer catering og mad ud af huset til selskaber, fester og events i Danmark. Virksomheden er opkaldt efter tv-udsendelserne med Claus Meyer, der blev vist på DR i 1990'erne. Meyers Køkken laver mad med afsæt i det nye nordiske køkkens værdier og var den første af Claus Meyers mange virksomheder.